# Свободна Македония (1895)
Вижте пояснителната страница за други значения на Свободна Македония.
„Свободна Македония“ е български вестник, излизал през 1895 година в Шумен.
Редактор на вестника е Петър Драгулев. Има сведения за два броя. Вестникът стои на националистически позиции.